# Oberägypten
Oberägypten (auch Ta-schemau; assyrisch Uriṣṣu) ist die Bezeichnung für den Teil Ägyptens, der sich beiderseits des Nils vom heutigen Assuan bis in die Nähe des heutigen Atfih südlich von Kairo erstreckt. Im Alten Ägypten war es aufgeteilt in 22 Gaue, vom obersten Ta-seti-Gau bei Assuan bis zum Messergau bei Atfih, dem antiken Aphroditopolis. Der arabische Name lautet aṣ-Ṣaʿīd (الصعيد). Das Mündungsdelta des Nils ab Kairo bis zum Mittelmeer wird als Unterägypten (arabisch الدلتا ad-Diltā) bezeichnet.

## Geschichte

### Antike
Menschen siedelten in Ägypten seit ca. 250.000 Jahren; sesshaft sind sie im fruchtbaren Überschwemmungsgebiet des Nils vermutlich seit ca. 25.000 Jahren. Vorläufer der prädynastischen Periode war in Oberägypten die so genannte Naqada-Kultur.
In der prädynastischen Periode der ägyptischen Geschichte (bis ca. 3100 v. Chr.) bildeten sich zunächst mit Ober- und Unterägypten zwei Königreiche, welche durch Pharao Menes zum ägyptischen Reich unter oberägyptischer Herrschaft vereinigt wurden, womit die dynastische Periode der ägyptischen Geschichte (Altes Reich) begann. Ein Symbol für den südlichen Teil Ägyptens war die Lotus-Pflanze; das unterägyptische Gegenstück war die Papyrus-Pflanze. Die Verknüpfung beider Pflanzen durch den Nilgott Hapi oder auch durch die Götter Horus und Seth ist ein häufig dargestelltes Zeichen für die Reichseinigung. Das Symbol Oberägyptens war die Weiße Krone, welche bei der Reichseinigung zusammen mit der Roten Krone Unterägyptens zur Doppelkrone der Pharaonen vereinigt wurde. Bestandteile des Herrinnen- oder Nebtinamens der ägyptischen Könige sind die Göttinnen Nechbet und Wadjet, dargestellt als Geier und Kobra. Auch sie dokumentieren gemeinsam den Doppelstaat.
Aus dem Süden stammende nubische Könige herrschten als 25. Dynastie über Ägypten. Oberägypten war sicherlich meist in fester nubischer Hand, für Unterägypten ist dies nicht so sicher. Vor allem Taharqa entfaltete in Ägypten eine umfangreiche Bautätigkeit und tritt uns als Pharao in den Quellen entgegen. Hauptstadt war jedoch Napata in Nubien, wo die nubischen Herrscher auch in Pyramiden bestattet worden sind. Um 660 v. Chr. erlangte Ägypten mit assyrischer Hilfe die Unabhängigkeit von Nubien. Das kuschitische Fürstenhaus konnte sich in Oberägypten noch eine Weile behaupten. Tanotamun war der letzte regierende Herrscher in Ägypten.
Oberägypten teilte die Geschichte Ägyptens von der Eroberung durch Alexander den Großen bis zu dem Zeitpunkt, als Ägypten römische Provinz geworden war (30 v. Chr.). Die Römer verloren Mitte des 3. Jahrhunderts n. Chr. Teile Oberägyptens  wie das Dodekaschoinos an die Blemmyer. Nach der Gebietsreform Ägyptens unter dem römischen Kaiser Diokletian 297 war Oberägypten als Thebaïs neben Aegyptus und Lybia eine der drei ägyptischen Provinzen. Später wurde die Thebais in die Provinzen Thebais Superior und Thebais Inferior unterteilt.
Nach der Reichsteilung 395 n. Chr. wurde ganz Ägypten Teil des oströmischen bzw. byzantinischen Reichs und umfasste zunächst vier, später sechs Provinzen. 619 n. Chr. ging Ägypten vorübergehend an die Sassaniden verloren. Kaiser Herakleios konnte die Provinz 629 n. Chr. für Ostrom zurückgewinnen.

### Mittelalter und Neuzeit
Seit 640 n. Chr. eroberten die Araber Ägypten; mit dem Fall Alexandrias 642 n. Chr. begann die islamische Geschichte Ägyptens. Herrscher waren lange die Bahri- und Burdschi-Mamluken. Letztere wurden 1517 von den Osmanen unterworfen, doch blieb die Mamluken-Herrschaft in Ägypten noch bis zur Invasion Napoleons 1798 bestehen. Als lokale Herrscherelite konnten sich die Mamluken sogar noch bis 1812 in Oberägypten halten, bis sie den Truppen Muhammad Ali Paschas unterlagen. 1821 wurde auch der angrenzende Sudan (Sultanat von Sannar) erobert. Seit dem Bau des Assuan-Staudamms schließt man daher häufig den zu Ägypten gehörigen Bereich Unternubiens um den Nassersee mit in den Begriff Oberägypten ein. In und um Luxor und um Assuan befinden sich einige der wichtigsten archäologischen Stätten Ägyptens, so dass heute der Tourismus einen der wichtigsten Wirtschaftszweige bildet.